# Ornella Vanoni
Ornella Vanoni (Milánó, 1934. szeptember 22. –) olasz énekesnő és színésznő. Az egyik legrégebb óta pályán levő olasz énekesnő, 1956 óta van pályán. Több mint 65 millió lemezt adott el pályája során.

## Karrierje
Művészi pályája már az 1960-as évek elején elindult színházi színészként. Eleinte Bertolt Brecht művekben szerepelt a milánói Piccolo Teatro színpadán, Giorgio Strehler rendezésével. 1963-ban vált ismertté Ornella: Senza Fine és "Che cosa c'è" dalokkal, amit Gino Paoli szerzett neki.
1964-ben részt vett a Nápolyi Zenei Fesztiválon, amit a Tu si 'na cosa grande című dallal megnyert, majd 1965-ben a Sanremói fesztiválon Abbracciami forte (Ölelj magadhoz erősen!) című dalával a második helyen végzett.

## Lemezei
- Ornella Vanoni (1961)
- Caldo (1965)
- Ornella (1966)
- Ornella Vanoni (1967)
- Ai miei amici cantautori (1968)
- Io si – Ai miei amici cantautori n°2 (1969)
- Ah! L'amore l'amore quante cose fa fare l'amore (1971)
- Un gioco senza età (1972)
- Dettagli (1973)
- Ornella Vanoni e altre storie (1973)
- A un certo punto (1973)
- La voglia di sognare (1974)
- Quei giorni insieme a te (1974)
- Uomo mio, bambino mio (1975)
- La voglia, la pazzia, l'incoscienza, l'allegria (1976)
- Più (1976)
- Io dentro (1977)
- Io fuori (1977)
- Vanoni (1978)
- Oggi le canto così, vol.1 (1979)
- Oggi le canto così, vol.2 (1980)
- Ricetta di donna (1980)
- Duemilatrecentouno parole (1981)
- Oggi le canto così, vol.3 (1982)
- Oggi le canto così, vol.4 (1982)
- Uomini (1983)
- Insieme (1985, live with Gino Paoli)
- Ornella &... (1986)
- O (1987)
- Il giro del mio mondo (1989)
- Quante storie (1990)
- Stella nascente (1992)
- Io sono come sono... (1995)
- Sheherazade (1995)
- Argilla (1997)
- Adesso (1999)
- Un panino una birra e poi... (2001)
- ...e poi la tua bocca da baciare (2001)
- I concerti live @RTSI: Ornella Vanoni 5 Maggio 1982 (2001, live from a TV show)
- Sogni proibiti (2002)
- Noi, le donne noi (2003)
- Ti ricordi? No non mi ricordo (2004, with Gino Paoli)
- Più di me (2008, duets album) (ITA: 3× platinum)
- Più di te (2009, duets album) (ITA: gold)
- Meticci (Io mi fermo qui) (2013)
- Un pugno di stelle (2018)
- Unica (2021)

## Filmográfia
- 1959: Ragazzi del Juke-Box
- 1961: Romolo e Remo
- 1962: L’isola di Arturo (Arturo szigete(wd))
- 1962: Col ferro e col fuoco
- 1964: Amori pericolosi
- 1966: Europa canta
- 1979: I viaggiatori della sera (Az éjszakai utazók(wd))
- 2015: Ma che bella sorpresa